# Руськофільварецьке кладовище
Руськофільваре́цький цвинтар — цвинтар у Кам'янці-Подільському.

## Відомості про цвинтар
Розташувався на Руських фільварках на схід від проспекту Грушевського. Закладено на початку 1930-х років. Нині (після відкриття з 1 вересня 1976 року міського цвинтаря на Нігинському шосе) закрите для поховань.
На кладовищі поховано чимало відомих кам'янчан. Серед них:
- Юхим Йосипович Сіцінський, історик Поділля;
- Тадей Денисович Ганицький, скрипаль, педагог, диригент, композитор;
- Микита Павлович Годованець, байкар;
- Юлій Йосипович Манасевич, заслужений лікар УРСР.

До 1935 року у Кам'янці-Подільському репресованих, розстріляних у міській в'язниці, таємно ховали на Руськофільварецькому цвинтарі в спеціальних ямах по 10—15 чоловік. Як повідомив М. Ковальський у газеті «Подолянин» від 12 грудня 1941 року, таких ям було виявлено близько 100.
8 грудня 1989 року на Руськофільварецькому цвинтарі відкрито пам'ятний знак «Жертвам репресій». Під час панахиди місцевий художник, член Народного Руху України Олександр Миронюк (1955 — 1992) уперше в місті в новітній час підняв синьо-жовтий прапор.